# ピエトロ・フランカヴィッラ
ピエトロ・フランカヴィッラ（Pietro Francavilla、1548年 - 1615年8月25日）は、フランス生まれでイタリア、フランスで働いた彫刻家である。フランス語名はピエール・ド・フランクヴィル（Pierre de Francqueville）である。イタリアで彫刻家ジャンボローニャの弟子として働き、1600年代にフランス王アンリ4世に招かれパリで働き王室彫刻家（Sculpteur du roi）に任じられた。

## 略歴
フランス北部、カンブレーの貴族の家に生まれた。16歳の時に生家を出てパリに出て、絵を修行した。1566年にオーストリアのインスブルックに移り、彫刻家の見習いとして働いた。チロル伯のフェルディナント2世に仕え、1571年か1572年にイタリアに旅し、ローマとフィレンツェを訪れた。チロル伯の推薦状を携えて、彫刻家のジャンボローニャ（1529-1608）の助手として働き、彫刻の修行を続けた。ジャンボローニャの最高の弟子になり、フィレンツェの有力者の注文で彫刻を制作した。
短期間ローマに滞在し古代彫刻を研究し、1579年にジャンボローニャとジェノヴァで働き、ジャンボローニャがジェノヴァを去った後もジェノヴァに残り、教会の装飾彫刻を制作し、 ルカ・グリマルディ宮殿（白の宮殿）の大きな彫像を制作した。
1598年、フェルディナンド1世・デ・メディチによってピサに呼び戻され、ジャンボローニャの設計でァリエーリ広場にコジモ1世の像のある噴水などの仕事をした。1601年にピサの市民権も得た。
フィレンツェに出自をもつゴンディ家の出身でパリに住む貴族ジローラモ・ゴンディ（Girolamo Gondi）のために制作した彫像が、フランス国王アンリ4世の興味を引き、1604年にパリに招かれ、アンリ4世はフランカヴィッラを最初の王室彫刻家（Sculpteur du roi）に任命した。弟子のフランチェスコ・ボルドーニ（Francesco Bordoni: 1574–1654）とパリに移った。ルーブル宮殿に部屋を与えられ、パリで、王室の庭園や宮殿のために多くの彫像などを制作した。
1615年にパリで亡くなった。

## 作品

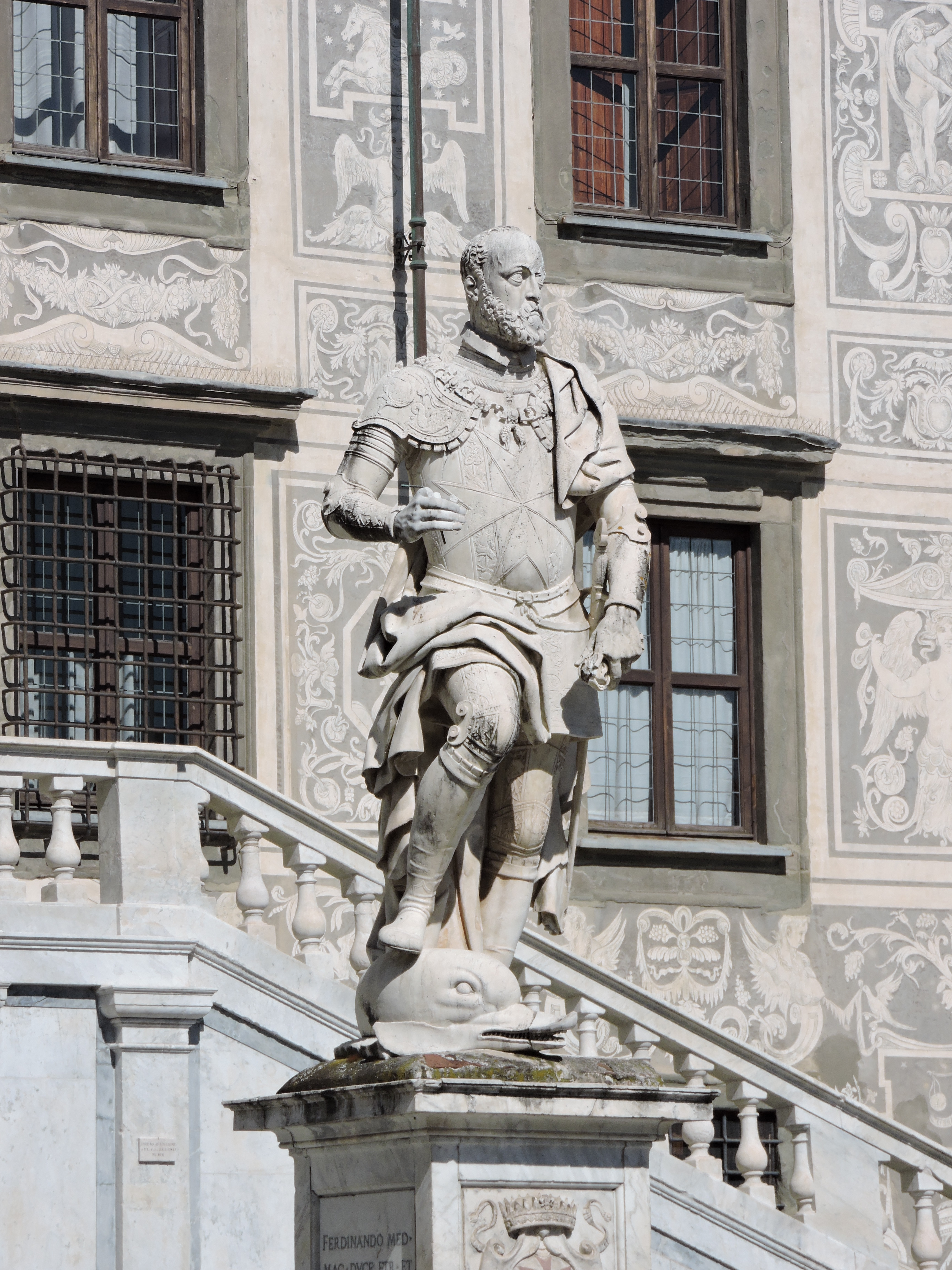
ピサのコジモ1世像
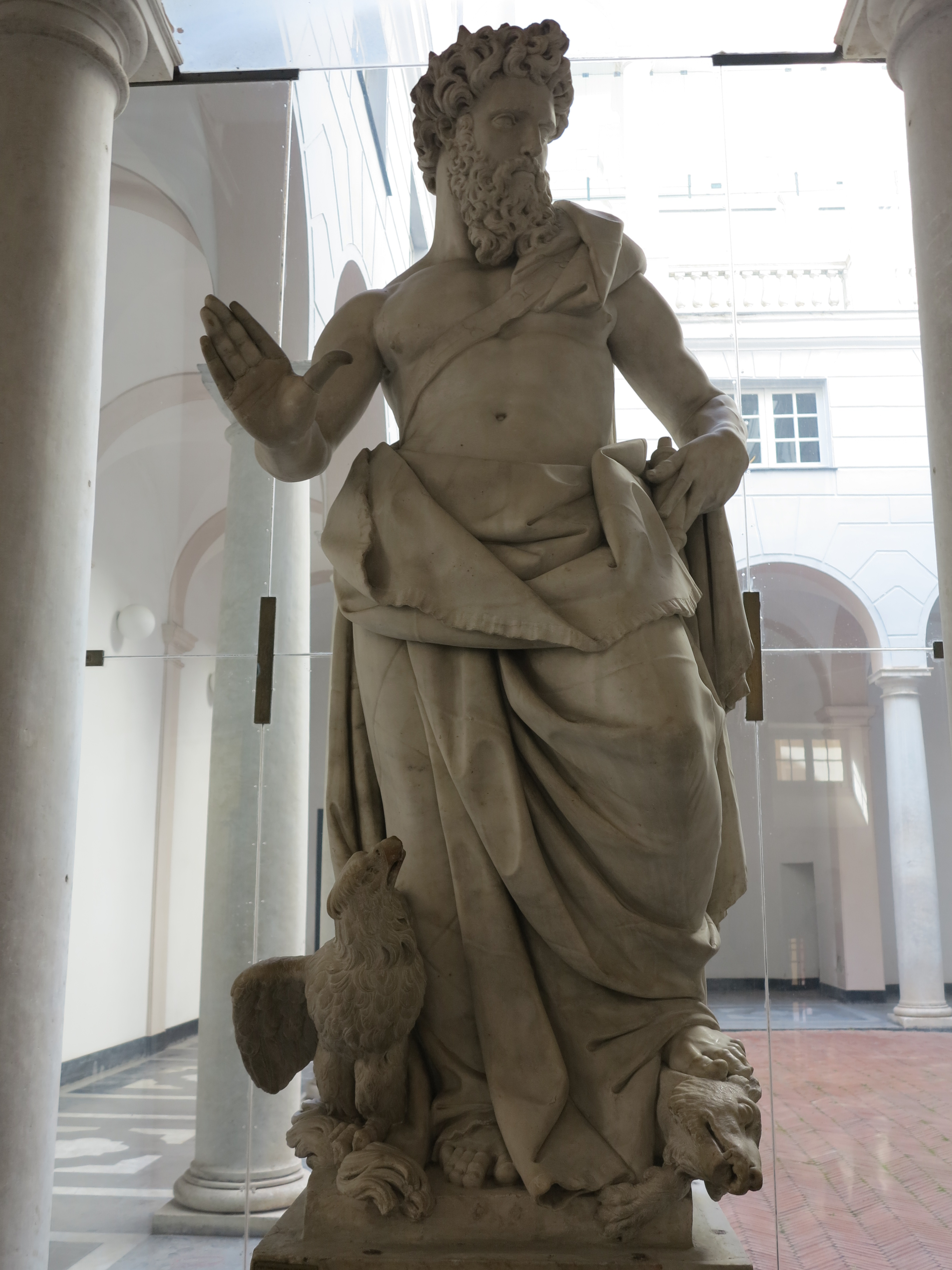
白の宮殿のユーピテル像
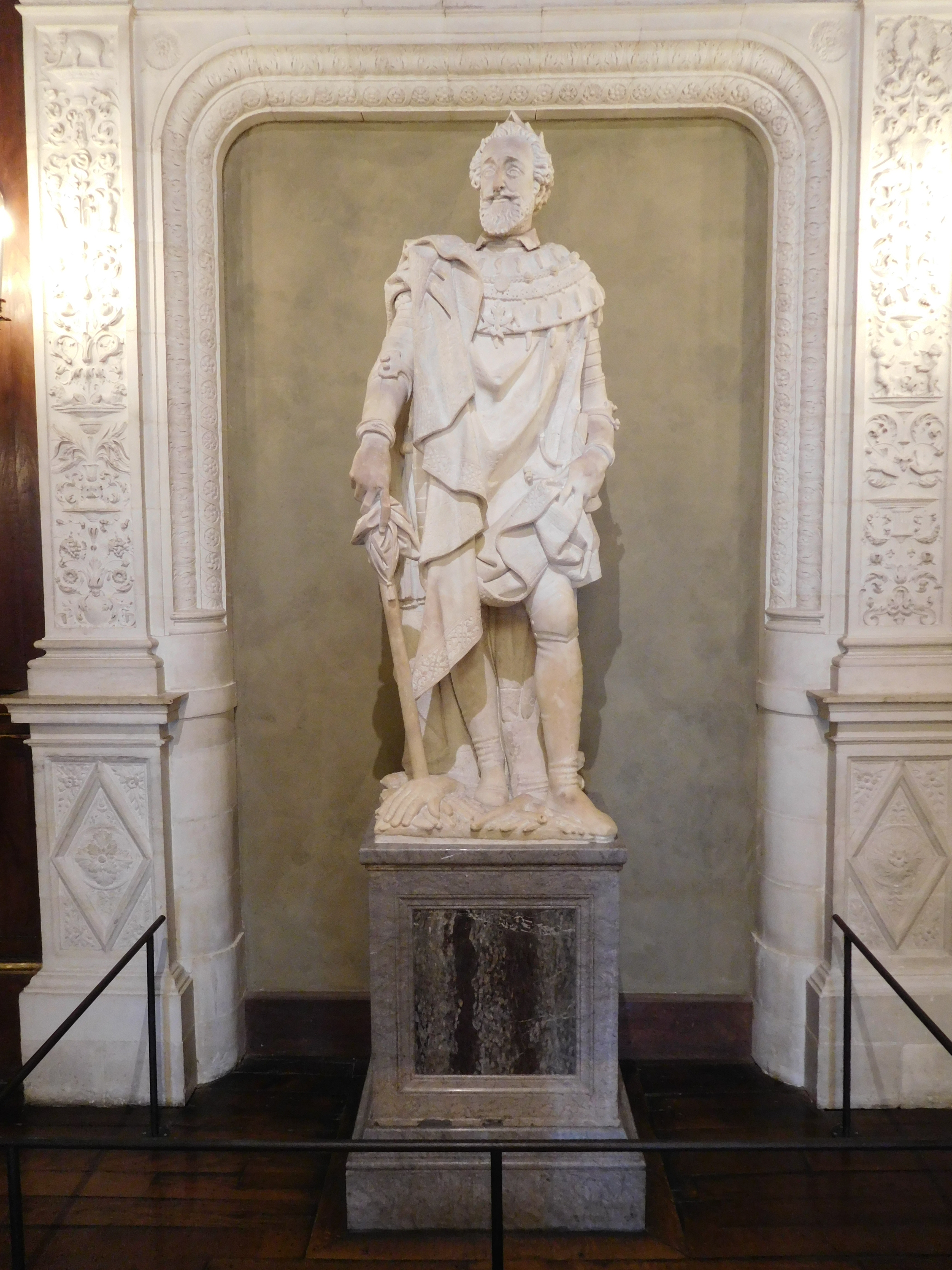
Pau Castleのアンリ4世像
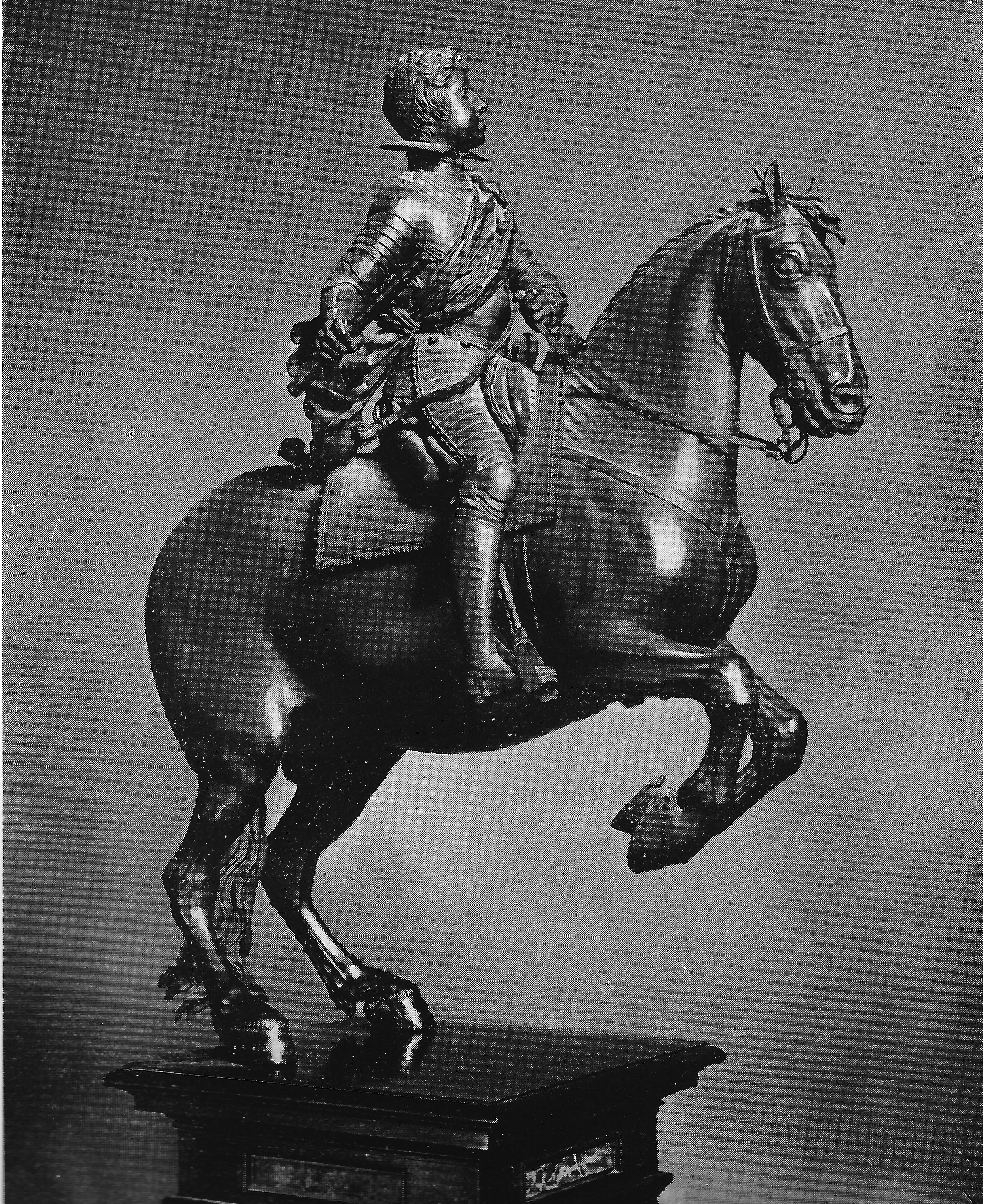
ルイ13世騎馬像